# San Martín megye (Santa Fe)
San Martín egy megye Argentína középpontjától északkeletre, Santa Fe tartományban. Székhelye Sastre.

## Népesség
A megye népessége a közelmúltban a következőképpen változott:
| Év   | Lakosság |
| ---- | -------- |
| 2001 | 60 221   |
| 2010 | 63 842   |